# Adipinska kislina
Adipinska kislina je organska spojina s formulo (CH2)4(COOH)2. Iz industrijskega vidika je najpomembnejša dikarboksilna  kislina. Letno nastane 2,5 miljarde kilogramov belega kristalnega praška, predvsem kot prehodnik za proizvodnjo najlona. Adipinska kislina se redko pojavi  v naravi.

## Priprava in reakcija
Adipinska kislina je proizvedena iz mešanice cikloheksonala in cikloheksanona, tako  imenovano " KA olje" ( ketonska alkoholna olja). KA olja oksidiramo z dušikovo kislino, da dobimo adipinsko kislino, z več stopnjami.
Prvo pri reakciji  cikloheksanol pretvorimo v keton , kar sprosti dušikovo kislino
HOC6H11  +  HNO3  →  OC6H10  +  HNO2  +  H2O
Med številnimi reakcija je cikloheksanol nitroziran in  je pripravljen za združitev CC vezi.
HNO2  +  HNO3  →  NO+NO3-  +  H2O
OC6H10  +  NO+  →  OC6H9-2-NO  +  H+
Stranski produkt postopka vključuje glutarne in  jantarne kisline.Podobni postopki se začnejo s cikloheksanolom, ki se pridobiva iz hidrogenacije fenola.

## Reakcija
Adipinska kisina je dvo bazična kislina( lahko jo deprotoniramo dvakrat). Njen pKa je 4,41 in 5,41.Z ločitvijo karbokislatne skupine s štirimi metilnimi skupinami je adipinska kislina primerna za intramolekularno reakcijo kondenzacije. Med zdravljenjem z barijevim hidroksidom pri povišani temperaturi se obdela keton za ciklopetanon.

## Uporaba
Velika večina 2,5 milijarde kg adipinske kisline se na leto uporablja kot monomer za proizvodnjo najlona s polikondenazcijsko reakcijo s heksametilen diamin kar tvori 6,6 najlona. Naslednja večja stvar ki  vključuje polimere je monomer, ki se uporablja za proizvodnjo poliuretanskih in njenih estrov se zmehča, zlasti iz PVC-ja.

## Uporaba v medicini
Adipinska kislina je vključena v tablete matrikasne formulacije s kontroliranim sproščanjem, da dobimo pH z neodvisnim sproščanjem tako za šibko bazični in šibko kislih drog. Prav tako je vključena v prevleko iz polimerov hidrofinih monolitnih sistemov za moduliranje pH.

## Uporaba v hrani
Majhna ampak pomembna količina adipinske kisline se uporablja  kot sestavina živil, aroma ali pri  želiranju. Uporablja se tudi v  nekaterih zdravilih s kalcijevim karbonatom za kislost.

## Varnost
Adipinska kislina kot večina karboksilnih kislin blago draži kožo. Rahlo strupena pri LD50 3600 mg/kg pri zaužitju pri podganah.

## Okoljska politika
Proizvodnja adipinske kisline je  povezana z emisijami N
2O, z močnimi toplogrednimi plini in je vzrok za tanjšanje ozonske plasti v stratosferi.